# Rozanovski
Rozanovski (del ruso: Розановский) es un jútor del raión de Otrádnaya del krai de Krasnodar, en Rusia. Está situado en un área premontañosa de las vertientes septentrionales del Cáucaso Norte, en la cabecera del río Sara-Kulak, tributario por la derecha del río Urup, afluente del Kubán, junto a la frontera del krai de Stávropol, 19 km al norte de Otrádnaya y 207 km al sureste de Krasnodar, la capital del krai. Tenía 63 habitantes en 2010.
Pertenece al municipio Krasnogvardéiskoye.

## Historia
La localidad fue fundada en los años 1900-1901.